# Аурах (река)
Аурах (нем. Aurach) — река в Германии, протекает по Средней Франконии (земля Бавария). Левый приток Редница. Речной индекс 242152. Длина реки 31,77 км. Площадь её бассейна 128,48. Высота истока 450 м. Высота устья 325 м.
Система водного объекта: Редниц → Регниц → Майн → Рейн → Северное море.